# Marija Kolak
Marija Kolak (* 1970 in Đakovo) ist eine kroatisch-deutsche Betriebswirtin. Sie ist Präsidentin des Bundesverbandes der Deutschen Volksbanken und Raiffeisenbanken (BVR).

## Leben
Marija Kolak studierte Betriebswirtschaft an der FU Berlin mit dem Abschluss Diplom-Kauffrau. Ab 1998 arbeitete sie für die Berliner Volksbank, bevor sie 2012 als Bereichsleiterin Marketing zum Bundesverband der Deutschen Volksbanken und Raiffeisenbanken kam. 2015 kehrte sie als Generalbevollmächtigte zur Berliner Volksbank zurück. 2016 wurde sie Vorstandsmitglied der Berliner Volksbank. 2016 nahm sie am zweimonatigen Advanced Management Program der Harvard Business School teil. Nachdem der bisherige BVR-Präsident Uwe Fröhlich seinen Vertrag im Herbst 2017 auf eigenen Wunsch aufgelöst hatte, wurde Kolak vom BVR-Verwaltungsrat zu seiner Nachfolgerin berufen.
Kolak gehört der römisch-katholischen Kirche an und war lange in der kroatischen Mission Berlin aktiv, auch als Gemeinderatsvorsitzende. Am 6. August 2020 ernannte Papst Franziskus sie als eine von sechs Frauen, darunter auch Charlotte Kreuter-Kirchhof, zum Mitglied des Vatikanischen Wirtschaftsrates.